# Kyrkbytjärn
Kyrkbytjärn este o arie protejată (arie specială de conservare — SAC, sit de importanță comunitară — SCI, arie de protecție specială avifaunistică — SPA) din Suedia întinsă pe o suprafață de 43,9 ha, integral pe uscat.

## Localizare
Centrul sitului Kyrkbytjärn este situat la coordonatele 60°30′59″N 15°43′19″E / 60.5164°N 15.7219°E.

## Înființare
Situl Kyrkbytjärn a fost declarat sit de importanță comunitară în ianuarie 1998 pentru a proteja 4 specii de animale. Alte tipuri de protecție:
- arie de protecție specială avifaunistică (în aprilie 2004)[2]
- arie specială de conservare (în martie 2011)[1][3][4]

## Biodiversitate
Situată în ecoregiunea boreală, aria protejată conține 5 habitate naturale: Pajiști cu Molinia pe soluri calcaroase, turboase sau argilos-nămoloase (Molinion caeruleae), Păduri de conifere pe eskere fluvioglaciare sau legate la acestea, Pajiști fino-scandinave uscate până la mezice, bogate în specii de altitudine mică, Lacuri eutrofice naturale cu vegetație de tip Magnopotamion sau Hydrocharition, Mlaștini turboase de tranziție și turbării mișcătoare.
La baza desemnării sitului se află mai multe specii protejate:
- păsări (3): buhai de baltă (Botaurus stellaris), erete de stuf (Circus aeruginosus), chiră de baltă (Sterna hirundo)
- nevertebrate (1): libelule (Leucorrhinia pectoralis)